# Sphaeropsis necatrix
Sphaeropsis necatrix är en svampart som beskrevs av Petri & Adami 1916. Sphaeropsis necatrix ingår i släktet Sphaeropsis, divisionen sporsäcksvampar och riket svampar.   Inga underarter finns listade i Catalogue of Life.